# 科曼達冰川
科曼達冰川（英語：Commanda Glacier），是南極洲的冰川，位於維多利亞地的斯科特海岸，處於阿斯加德山脈地區，流經紐沃爾山，最終在薩吉泰特山以西注入紐沃爾冰川，由新西蘭地理委員會命名，現時由南極條約體系管理。